# Elecciones municipales de Puno de 2014
Las elecciones municipales de Puno de 2014 se llevaron a cabo el 5 de octubre de 2014 para elegir al alcalde y al Concejo Provincial de Puno para el periodo 2015-2018. La elección se celebró simultáneamente con elecciones regionales y municipales (provinciales y distritales) en todo el Perú.

## Sistema electoral
La Municipalidad Provincial de Puno es el órgano administrativo y de gobierno de la provincia de Puno. Está compuesta por el alcalde y el Concejo Provincial.
La votación del alcalde y el concejo se realiza en base al sufragio universal, que comprende a todos los ciudadanos nacionales mayores de dieciocho años, empadronados y residentes en la provincia de Puno y en pleno goce de sus derechos políticos, así como a los ciudadanos no nacionales residentes y empadronados en la provincia de Puno.
El Concejo Provincial de Puno está compuesto por 11 regidores elegidos por sufragio directo para un período de cuatro (4) años, en forma conjunta con la elección del alcalde (quien lo preside). La votación es por lista cerrada y bloqueada. Se asigna a la lista ganadora los escaños según el método d'Hondt o la mitad más uno, lo que más le favorezca. Es elegido como alcalde el candidato que ocupe el primer lugar de la lista que haya obtenido la más alta votación.

## Composición del Concejo Provincial de Puno
La siguiente tabla muestra la composición del Concejo Provincial de Puno antes de las elecciones.
| Partidos | Partidos                                                                   | Regidores |
| -------- | -------------------------------------------------------------------------- | --------- |
|          | Frente Amplio para el Desarrollo del Pueblo                                | 7         |
|          | Movimiento Andino Socialista                                               | 2         |
|          | Reforma Regional Andina Integración, Participación Económica y Social Puno | 1         |
|          | Proyecto Político AQUÍ                                                     | 1         |

## Partidos y candidatos
A continuación se muestra una lista de los principales partidos y alianzas electorales que participaron en las elecciones:
| Candidatura | Candidatura | Partidos y alianzas                                                       | Candidatos | Candidatos                  | Ideología                                                          | Resultado previo | Resultado previo | Ref. |
| Candidatura | Candidatura | Partidos y alianzas                                                       | Candidatos | Candidatos                  | Ideología                                                          | Votos (%)        | Reg.             | Ref. |
| ----------- | ----------- | ------------------------------------------------------------------------- | ---------- | --------------------------- | ------------------------------------------------------------------ | ---------------- | ---------------- | ---- |
|             | FADEP       | Lista - Frente Amplio para el Desarrollo del Pueblo (FADEP)               |            | Ricardo Álvarez Gonzales    | Regionalismo puneño                                                | 28.49%           | 7                |      |
|             | MAS         | Lista - Movimiento Andino Socialista (MAS)                                |            | Cloaldo Ortega Ortega       | Regionalismo puneño                                                | 15.44%           | 2                |      |
|             | AQUÍ        | Lista - Proyecto Político AQUÍ (AQUÍ)                                     |            | Juan Casazola Ccama         | Regionalismo puneño                                                | 12.93%           | 1                |      |
|             | PDR         | Lista - Poder Democrático Regional (PDR)                                  |            | Javier Ari Páucar           | Regionalismo puneño                                                | 5.92%            | 0                |      |
|             | PHP         | Lista - Partido Humanista Peruano (PHP)                                   |            | Lino Huamaní Ayala          | Humanismo Socialismo Ecosocialismo                                 | 2.83%            | 0                |      |
|             | RN          | Lista - Restauración Nacional (RN)                                        |            | Carlos Curmilluni Carrasco  | Liberalismo económico Conservadurismo social Humanismo cristiano   | 2.39%            | 0                |      |
|             | MAPU        | Lista - Movimiento Agrario Puneño (MAPU)                                  |            | Rómel Montesinos Condo      | Regionalismo puneño                                                | 1.16%            | 0                |      |
|             | DD          | Lista - Democracia Directa (DD)                                           |            | Martín Ticona Maquera       | Socialismo Nacionalismo de izquierda Ecologismo                    | 0.71%            | 0                |      |
|             | APP         | Lista - Alianza para el Progreso (APP)                                    |            | Romilio Quintanilla Chacón  | Liberalismo económico Conservadurismo liberal Populismo de derecha | 0.50%            | 0                |      |
|             | AP          | Lista - Acción Popular (AP)                                               |            | María Llano Flores          | Partido atrapalotodo                                               | Nuevo            | Nuevo            |      |
|             | PPC         | Lista - Partido Popular Cristiano (PPC)                                   |            | Silvia Ortega Miranda       | Democracia cristiana Conservadurismo social Liberalismo económico  | Nuevo            | Nuevo            |      |
|             | FP          | Lista - Fuerza Popular (FP)                                               |            | Efraín Pinazo Cotillo       | Fujimorismo Conservadurismo social Populismo de derecha            | Nuevo            | Nuevo            |      |
|             | PPS         | Lista - Perú Patria Segura (PPS)                                          |            | Segundo Cáceres Manrique    | Conservadurismo liberal Liberalismo económico                      | Nuevo            | Nuevo            |      |
|             | SOL         | Lista - Movimiento al Socialismo y Libertad (SOL)                         |            | Armando Hiquisi Tito        | Regionalismo puneño                                                | Nuevo            | Nuevo            |      |
|             | PICO        | Lista - Proyecto de la Integración para la Cooperación (PICO)             |            | Adolfo del Cóndor y Condori | Regionalismo puneño                                                | Nuevo            | Nuevo            |      |
|             | PA          | Lista - Poder Andino (PA)                                                 |            | Javier Ponce Roque          | Regionalismo puneño                                                | Nuevo            | Nuevo            |      |
|             | CONFIA      | Lista - Por las Comunidades Fuente de Integración Andina de Puno (CONFIA) |            | Iván Flores Quispe          | Regionalismo puneño                                                | Nuevo            | Nuevo            |      |

## Sondeos de opinión
Las siguientes tablas enumeran las estimaciones de la intención de voto en orden cronológico inverso, mostrando las más recientes primero y utilizando las fechas en las que se realizó el trabajo de campo de la encuesta. Cuando se desconocen las fechas del trabajo de campo, se proporciona la fecha de publicación.
Leyenda:
     Sondeo realizado en el periodo de prohibición legal de la difusión de sondeos de intención de voto.

### Intención de voto
La siguiente tabla enumera las estimaciones ponderadas (sin incluir votos en blanco y nulos) de la intención de voto.
|                                |            |   |      |      |      |      |     |     |  |  |  |  |  |
| Elecciones municipales de 2014 | 5 oct 2014 | — | 26.6 | 20.0 | 13.4 | 10.8 | 6.4 | 6.6 |  |  |  |  |  |
|                                |            |   |      |      |      |      |     |     |  |  |  |  |  |
| Ipsos Perú/América             | 5 oct 2014 | ? | 28.9 | 23.7 | 11.1 | –    | –   | 5.2 |  |  |  |  |  |

## Resultados

### Sumario general
|                        |                                                                   |              |              |              |           |           |  |  |
| Partidos y coaliciones | Partidos y coaliciones                                            | Voto popular | Voto popular | Voto popular | Regidores | Regidores |  |  |
| Partidos y coaliciones | Partidos y coaliciones                                            | Votos        | %            | ±pp          | Total     | +/−       |  |  |
|                        | Por las Comunidades Fuente de Integración Andina de Puno (CONFIA) | 33,260       | 26.56        | Nuevo        | 7         | +7        |  |  |
|                        | Poder Andino (PA)                                                 | 25,082       | 20.03        | Nuevo        | 2         | +2        |  |  |
|                        | Democracia Directa (DD)1                                          | 16,753       | 13.38        | +12.67       | 1         | +1        |  |  |
|                        | Frente Amplio para el Desarrollo del Pueblo (FADEP)               | 13,479       | 10.76        | –17.73       | 1         | –6        |  |  |
|                        | Alianza para el Progreso (APP)                                    | 8,015        | 6.40         | +5.90        | 0         | ±0        |  |  |
|                        | Restauración Nacional (RN)                                        | 6,755        | 5.39         | +3.00        | 0         | ±0        |  |  |
|                        | Proyecto de la Integración para la Cooperación (PICO)             | 5,638        | 4.50         | Nuevo        | 0         | ±0        |  |  |
|                        | Proyecto Político AQUÍ (AQUÍ)                                     | 4,667        | 3.73         | –9.20        | 0         | –1        |  |  |
|                        | Poder Democrático Regional (PDR)                                  | 3,018        | 2.41         | n/a          | 0         | ±0        |  |  |
|                        | Partido Humanista Peruano (PHP)                                   | 1,540        | 1.23         | –1.60        | 0         | ±0        |  |  |
|                        | Acción Popular (AP)                                               | 1,516        | 1.21         | n/a          | 0         | ±0        |  |  |
|                        | Movimiento Agrario Puneño (MAPU)                                  | 1,455        | 1.16         | ±0.00        | 0         | ±0        |  |  |
|                        | Fuerza Popular (FP)                                               | 1,201        | 0.96         | Nuevo        | 0         | ±0        |  |  |
|                        | Movimiento Andino Socialista (MAS)                                | 1,162        | 0.93         | –14.51       | 0         | –2        |  |  |
|                        | Movimiento al Socialismo y Libertad (SOL)                         | 718          | 0.57         | Nuevo        | 0         | ±0        |  |  |
|                        | Partido Popular Cristiano (PPC)                                   | 689          | 0.55         | n/a          | 0         | ±0        |  |  |
|                        | Perú Patria Segura (PPS)                                          | 286          | 0.23         | Nuevo        | 0         | ±0        |  |  |
|                        |                                                                   |              |              |              |           |           |  |  |
| Total                  | Total                                                             | 125,234      |              |              | 11        | ±0        |  |  |
|                        |                                                                   |              |              |              |           |           |  |  |
| Votos válidos          | Votos válidos                                                     | 125,234      | 85.01        | +3.61        |           |           |  |  |
| Votos en blanco        | Votos en blanco                                                   | 8,995        | 6.11         | –1.46        |           |           |  |  |
| Votos nulos            | Votos nulos                                                       | 13,089       | 8.88         | –2.15        |           |           |  |  |
| Votos emitidos         | Votos emitidos                                                    | 147,318      | 87.01        | –1.35        |           |           |  |  |
| Abstenciones           | Abstenciones                                                      | 22,000       | 12.99        | +1.35        |           |           |  |  |
| Votantes registrados   | Votantes registrados                                              | 169,318      |              |              |           |           |  |  |
|                        |                                                                   |              |              |              |           |           |  |  |
| Fuente:                |                                                                   |              |              |              |           |           |  |  |

## Elecciones municipales distritales

### Resultados por distrito
La siguiente tabla enumera el control de los distritos de la provincia de Puno. El cambio de mando de una organización política se resalta del color de ese partido.
| Distrito    | Alcalde(sa) titular      | Partido político | Partido político                 | Alcalde(sa) electo(a)       | Partido político | Partido político                 |
| ----------- | ------------------------ | ---------------- | -------------------------------- | --------------------------- | ---------------- | -------------------------------- |
| Ácora       | Gerónimo Cutipa Cutipa   |                  | Reforma Regional Andina          | Félix Catacora Chura        |                  | Poder Andino                     |
| Amantaní    | Marcelino Yucra Pacompia |                  | Gran Alianza Nacionalista        | Teófilo Yucra Quispe        |                  | Poder Andino                     |
| Atuncolla   | Wilfredo Mamani Tisnado  |                  | Reforma Regional Andina          | Mario Roque Flores          |                  | Democracia Directa               |
| Capachica   | Javier Ari Paucar        |                  | Gran Alianza Nacionalista        | Vicente Escalante Gutiérrez |                  | Alianza para el Progreso         |
| Chucuito    | Estanislao Cruz Chambi   |                  | Proyecto Político AQUÍ           | Gregorio Mamani Cruz        |                  | Poder Andino                     |
| Coata       | Arnaldo Velarde Coaquira |                  | Moral y Desarrollo               | Teófilo Belizario Belizario |                  | Fuente de Integración Andina     |
| Huata       | Elvis Mamani Calsin      |                  | Proyecto Político AQUÍ           | Feliciano Sumerente Curo    |                  | Democracia Directa               |
| Mañazo      | Zacarías Oviedo Subia    |                  | Partido Aprista Peruano          | Pablo Chambi Quispe         |                  | Frente Amplio para el Desarrollo |
| Paucarcolla | Isaac Llanqui Condori    |                  | Frente Amplio para el Desarrollo | Leonidas Sumerente Arias    |                  | Proyecto Político AQUÍ           |
| Pichacani   | Nicolás Ramos Conde      |                  | Proyecto Político AQUÍ           | Percy Nina Quispe           |                  | Democracia Directa               |
| Platería    | Mario Mamani Cariapaza   |                  | Proyecto Político AQUÍ           | Pepe Gómez Ajahuana         |                  | Fuente de Integración Andina     |
| San Antonio | Jorge Ticona Patina      |                  | Proyecto Político AQUÍ           | Blaz Acero Zapana           |                  | Fuente de Integración Andina     |
| Tiquillaca  | Yone Villasante Apaza    |                  | Reforma Regional Andina          | Yone Villasante Apaza       |                  | Frente Amplio para el Desarrollo |
| Vilque      | Melecio Flores Dueñas    |                  | Frente Amplio para el Desarrollo | Obed Pérez Vargas           |                  | Restauración Nacional            |